# 이상범 (성우)
이상범(李相範, 1969년 3월 2일 ~ )은 대한민국의 성우로, 1992년 연극 배우로 활동했다가, 1997년 문화방송 성우극회 공채 14기로 입사했다.

## 출연작품

### 방송
- 파이터 바키 (애니원) - 시부카와 고키(이우일), 잭 해머, 류 카이오 외
- CSI 마이애미 (MBC) - 팀 스피들(로리 커크레인)
- CSI 뉴욕 (MBC) - 쉘던 호크스 (힐 하퍼)
- 꼬마탐정 가제트 (SBS)
- 회색게임 (MBC) - 루이스 하인스/Louis Hines (존 플렉/John Fleck)
- 꽃보다 남자 (MBC) - 위텐/We Ten
- CSI 과학수사대 (MBC) - 폴 밀랜더/Paul Millander
- 돌고래 플리퍼 (MBC) - 카푸나 추장
- 바람의 아들 폰타 (MBC) - 타이
- 알렉산더 (애니원) - 필로터스
- 파이터 바키 (애니원) - 이우원
- 밝은사회 봉사대상 (SBS) - 나레이션
- 스포츠 매거진 (MBC) - 나레이션
- 다큐멘터리 드라마 격동 50년 (MBC) - 박지원
- 만화열전-라비헴 폴리스 (MBC) - 남자1
- 만화열전-마스카 (MBC) - 미욜
- 만화열전-힙합 (MBC) - 현수
- 데스노트 (애니원) - 히구치 쿄스케
- 스모모모모모모 ~지상최강의 신부~ (애니박스) - 이누즈카 코우시
- 유희왕 GX (애니박스, 챔프) - 헬 카이져 혁 [본명 : 강혁]
- 배틀짱 (투니버스) - 몬스티
- 블리치 2기 (투니버스) - 쿠로우도
- 가정교사 히트맨 리본 (투니버스) - 닥터 샤멀
- 은혼 (투니버스) - 카리야
- 여신 후보생(애니맥스) - 루즈 사와무라, 아즈마 히지카타, 가르이시 에릿드
- 유리가면 OVA(애니원) - 타시로 선생
- R.O.D(애니원) - 드레이크 앤더슨
- 개구쟁이 삐뽀(애니원) - 핑크레오(샤벨타이거)
- 스크라이드(챔프, 애니원) - 타치바나 아스카, 에머지 맥스펠, 운케이
- 전투요정 유키카제(애니박스) - 제임스 부커
- 최종병기 그녀 OVA(애니박스) - 나카무라
- 싸이킥스(MBC) - 해머, 동장군
- 윙스 프렌즈(SBS) - 티미, 팔라디움 교수
- 짱구는 못말려(SBS) - 스테로이드 현빈
- 천사들의 합창(SBS) - 시모네타 아버지
- 원피스(투니버스) - 재브라, 아이스버그
- 원피스(챔프) - 가프, 스모커
- 동화 읽어주는 TV(MBC)
- 마리와 강아지 이야기(투니버스) - 아빠
- 마탐정 로키 라그나로크(애니원) - 후루사키
- 마징카이저(애니원) - 공수거, 고오공
- 헌터X헌터(애니원) - 가짜 헌터, 수하1, 수하86, 세드캉, 고즈, 지나, 수험생1, 큐
- 디어 보이즈(애니원) - 강태석
- 밴드 오브 브라더스(MBC) - 블라이드
- 틴틴의 대모험(MBC)
- 에어리어 88(애니맥스) - 사이먼
- 독수리 오형제 극장판(애니박스) - 남 박사
- 우당탕탕 엽기가족(어린이TV) - 비트
- 크러시기어 니트로(재능TV) - 루카
- 알렉산더 전기 극장판(비디오) - 필로터스
- 배트맨(카툰네트워크) - 베넷
- 명탐정 코난(투니버스) - 점원
- 난다 난다 니얀다(재능TV) - 악마고양이
- 나루토(투니버스) - 지로보, 센쥬 토비라마(2대 호카게)
- 무적코털 보보보(투니버스) - 젤라티노
- 음양대전기(투니버스) - 상화의 라이덴
- 사무라이 참프루(투니버스) - 분다이
- 몬스터(투니버스) - 사복형사2
- 조이드 신세기제로(챔프) - 스트라
- 내 사랑 뚱(MBC) - 아빠(순수), 해설
- 토리코(카툰네트워크) - 요사크, 알파로
- 토리코 극장판 : 출발! 구르메 어드벤처(카툰네트워크) - 고깃간주인, 모리
- 닌자 토리(디즈니채널) - 교장
- 코라의 전설(니켈로디언) - 탈록, 시노비(나레이션)
- 코라의 전설2 - 시노비, 라이코(대통령)
- 헌터X헌터 리메이크(애니맥스) - 다르쵸르네
- 자이언트 세이버(투니버스) - 아림
- 닌자 거북이 2012(NICK) - 박스터
- 라이스 맨(MBC) - 낭콩, 파스탄, 해골박사, 마린
- 토리코 극장판 : 미식신의 스페셜메뉴 - 요삭 / 알파로
- 포켓몬스터 XY&Z (투니버스) - 크세로시키
- 괴도 조커(카툰네트워크) - 맘보 장군
- G-파이터스(EBS) - 즐라왓, 매드박사
- 좀비덤(KBS) - 양치인형
- 터닝메카드 (KBS) - 안드로매지션, 레드홀의 국왕, 스핑크스
- 터닝메카드 W(KBS) - 안드로매지션, 레드홀의 국왕, 스핑크스, 데스퍼
- 터닝메카드 W: 반다인의 비밀(투니버스) - 안드로매지션, 레드홀의 국왕, 스핑크스, 데스퍼, 마스터(본체)
- 터닝메카드 W 3기 (KBS) - 안드로매지션, 레드홀의 국왕, 스핑크스, 데스퍼, 마스터(본체)
- 헬로 카봇(KBS) - 제트렌
- 헬로 카봇 유니버스(SBS) - 스핑크스
- 헬로 카봇 뱅(SBS) - 페로

### 극장판
- 극장판 요괴워치: 탄생의 비밀이다냥! - 우파우파
- 극강 매직 스워드(카툰) - 랄피오, 호퍼스, 가토 등
- 내사랑 뚱 2 - 나레이션, 아빠
- 달빛궁궐 - 휘
- 레고 닌자고 미스포츈 함선 - 해골선장(나레이션)
- 루팡 3세 vs 명탐정 코난 - 알란 스미시
- 터닝메카드 W: 블랙미러의 부활 - 스핑크스
- 터닝메카드 W: 반다인의 비밀 특별판 -  마스터
- 원피스 에피소드 오브 메리: 또 하나의 동료 이야기 - 아이스버그, 제브라
- 원피스 스탬피드 - 가프 / 스모커
- 굴뚝마을의 푸펠 - 단
- 장화신은 고양이: 끝내주는 모험 - 수의사
- 명탐정 코난: 100만 달러의 오릉성 - 오니마루 타케시 / 히지카타 토시조

### 외화
- 닥터 두리틀(MBC) - 마크 웰러 박사/Dr. Mark Weller (올리버 플라트/Oliver Platt)
- 브링 잇 온(MBC) - 레스/Les (헌틀리 리터/Huntley Ritter)
- 비욘드 사일런스(MBC) - 톰/Tom (한자 치피온카/Hansa Czypionka)
- 안토니아스 라인(MBC) - 보어 바스/Boer Bas (얀 데클레르/Jan Decleir)
- 에어 포스 원(MBC) - 소령(윌리엄 H. 메이시)
- 정이건의 영웅(MBC) - 서기
- 호위무사 두심무(MBC) - 철선
- 와사비(SBS) - 모모(미셸 뮬러) / 강도(파비오 제노니)
- 블랙 아웃(SBS) - 윌슨(리처드 T. 존스)
- 세렌디피티(SBS) - 아이의 아버지(데이빗 스패로우) / 택시 기사(아제이 메타)
- 나쁜 녀석들 2(MBC) - 마약 수사국 요원(티모시 아담스)
- 반지의 제왕 2, 3(SBS) - 샘 (숀 아스틴)
- 마지막 지하철(SBS)
- 유니버셜 솔져(SBS)
- 대부 3(SBS) - 루(로버트 시치니) / 마피아(알 루치오) / 자자의 부하(마이클 보웬) / 회사 주주(그레고리 코르소)
- 발렌타인 데이(SBS)
- 마이티(SBS) - 맥스 (엘덴 핸슨)
- 에볼루션(SBS)
- 소림축구(SBS) - 심판(왕은걸)
- 샤베르대령(SBS)
- 인게이지먼트(SBS)
- 겟 오버 잇(SBS) - 벤들리 스트라이커 스크럼펠드 (셰인 웨스트)
- 용가리(KBS) - 앤드루스 (칼 캘혼)
- 매드맥스(SBS)
- 콜래트럴 데미지(SBS) - 잭(마이클 밀호언) / 펠릭스(존 레귀자모)
- 리노의 하룻밤(SBS)
- 테이킹 라이브즈(SBS) - 하트(키퍼 서덜랜드)
- 콘스탄틴(SBS) - 형사(호세 수니가) / TV 방송 음성
- 칠 팩터(SBS) - 바델리(다니엘 휴 켈리) / 스위니(스티브 콜터)
- 투 터프 가이즈(SBS) - 베베 (펠레 마르티네즈)
- 오 O(SBS) - 오딘 (메키 파이퍼)
- 케이 팩스(SBS) - 샐 (피터 게러티)
- 메트로(SBS)
- 스타쉽 트루퍼스(SBS)
- 드라큘라 2000(SBS) - 마커스 (오마 엡스)
- 스페이스 카우보이(SBS)
- 쥬만지(SBS) - 앨런의 아버지(조나단 하이드) / 주디와 피터의 아버지(말콤 스튜어트) / 총포상(대릴 헨리케스)
- 아름다운 세상을 위하여(SBS)
- DOA(MBC) - 티나의 아버지 (케빈 내쉬)
- 콘 에어(MBC) - 빌리 베들램 (닉 친런드)
- 페이스 오프(MBC) - 교도소 경비(존 캐럴 린치)
- 모래와 안개의 집(MBC) - 알바레즈 (카를로스 고메즈) 외
- 내겐 너무 가벼운 그녀(MBC) - 리보이 (조슈아 리보이 신타니)
- 상하이 나이츠(MBC)
- 러브 오브 시베리아(MBC) - 코프롭스키(다니엘 올브리흐스키)
- 은밀한 유혹(MBC)
- 007 네버 다이(MBC) - 해군 전함 통신병(도미닉 숀)
- 리플레이스먼트 킬러(MBC)
- 이연걸의 탈출(MBC)
- 장군의 딸(MBC)
- D-13(MBC)
- 판타스틱 소녀 백서(MBC)
- 히달고(MBC) - 카티브 (실라스 카슨)
- 실버호크(MBC) - 울프 (루크 고스)
- 더 록(MBC) - 벡스터 (데이빗 모스)
- 애수(MBC) - 스마이드 신부 (제이슨 아이삭스)
- 닌자 거북이2(MBC) - 타투
- 황비홍(MBC) - 잭슨
- 환생(MBC) - 피트 (웨인 나이트)
- 영웅신탐(MBC)
- 클루리스(MBC)
- 스피시즈(MBC)
- 라이징 선(MBC)
- 긴급명령(MBC)
- 룰스 오브 인게이지먼트(MBC)
- 보통 사람들(MBC)
- 007 뷰투어킬(MBC)
- 폭풍의 질주(MBC)
- 큰 도둑 작은 도둑(MBC)
- 로빈 후드: 도둑들의 왕자(MBC) - 머치(잭 와일드)
- 고스트 앤 다크니스(MBC)
- 러시아워 3 (SBS) - 무술인(오안 누엔)
- 온 더 라인(SBS) - 로드 (조이 패튼)
- 식스티 세컨즈 (SBS) - 드라이코프 (티모시 올리펀트)
- 아버지와 어머니 그리고 형제자매들(SBS) - 벵상 (필리페 지앙그레코) 외
- 세컨드 와이프(SBS)
- 하이렌더4(SBS)
- 에너미 오브 스테이트(SBS)
- 오보소도(SBS) - 아바노 (알레시오 판토찌)
- 메이드 인 아메리카(MBC)
- 토마스 크라운 어페어(MBC) - 가짜 토마스(토마스 리처드 블롬) / 감식 전문가(리처드 러셀 라모스) / 경호원(로버트 루이스 스티븐슨)
- 타인의 삶(MBC) - 칼(마티아스 브레너)
- 마스터 앤드 커맨더: 위대한 정복자(MBC) - 모웻(에드워드 우달)
- 세븐(MBC)
- 당신이 잠든 사이에(MBC) - 교회 남자(진 잰슨)
- 투모로우(MBC)
- 붉은 수수밭(MBC) - 일본군(두국광)
- 고스포드 파크(MBC)
- 리틀 킹(MBC)
- 동방불패(MBC)
- 프로텍션(MBC)
- 나쁜 녀석들(MBC)
- 어싸인먼트(MBC)
- 유주얼 서스펙트(MBC)
- 조강지처 클럽(MBC)
- 아이언 마스크(MBC)
- 블루 데블(MBC)
- 퀘스트(MBC)
- 택시(MBC)
- 브레이크 다운(MBC)
- 제로니모(MBC)
- 러시아워(MBC)
- 007언리미티드(MBC)
- 프라이멀 피어(MBC)
- 픽쳐 클레어(MBC) - 빌리
- 엘프(MBC) - 흑인(페이즌 러브)
- 낭만풍폭(MBC)
- 동사서독(MBC)
- 사선에서(MBC)
- 윈스턴 처칠의 젊은 시절(MBC)
- 사랑과 영혼(MBC)
- 콘헤드 대소동(MBC) - 콘 황제
- 플래시댄스(MBC)
- 타이쿠스(MBC)
- 4월 이야기(MBC) - 학생(다테야마 유키)
- 론머맨(MBC) - 피터 아빠(레이 리킨스)
- 피스메이커(MBC)
- 공포의 룸메이트(MBC)
- 왓처(MBC)
- 패스트 & 퓨리스(MBC) - 헥터
- 8밀리(MBC)
- 마우스 헌트(MBC) - 기업인(마리오 캔톤) / 동물 보호소 직원(어니 사벨라)
- 고질라(MBC)
- 나 홀로 집에(MBC) - 프랑스 공항 직원(알란 와일더) / 경찰(클락 듀프럭스)
- 신투첩영(MBC)
- 라이언 일병 구하기(MBC) - 미네소타 라이언(네이선 필리언) / 군인(로날드 롱리지)
- 갱스 오브 뉴욕(MBC)
- 미션 임파서블(MBC) - IMF 요원(마레크 바슈트)
- 폴리스 스토리3(MBC)
- 스크림2(MBC)
- 토머스 크라운 어페어(MBC)
- 어썰트 13(SBS) - 길(도리안 헤어우드)
- 한 여름밤의 꿈(MBC)
- 패트리어트 게임(MBC)
- 프리잭(MBC)
- 써든 데스(MBC) - 시장(론 토마스)
- 007 리빙 데이라이트(MBC) - 바텐더(빌 웨스턴)
- 중화영웅(MBC) - 외국인(주드 포이어)
- 변두리 로켓 (채널J) - 츠쿠다 / 아사기
- 브레이크 다운 (MBC) - 알(리치 브링클리)
- 호크아이 - 잭 듀케인(토니 댈튼) / 엔리케(카를로스 나바로) / 윌리엄 로페즈(잔 맥클라논)

### 게임
- 007 제임스 본드: 퀀텀 오브 솔러스 - 용병 등
- 머털도사 2 - 천년의 약속 - 가리온, 루스탐
- 열혈강호 - 곽생
- 디아블로3 - 이테리엘,촌장 홀루스
- 반지의 제왕 - 어둠의 제국 앙그마르 - 샘
- 월드 오브 워크래프트, 하스스톤, 히오로즈 오브 더 스톰 - 가로쉬 헬스크림
- 헤일로 시리즈 - 롤랜드 외
- 쥬라기원시전2 - 엘로벨로, 케레스
- 도타 2  -  자연의 예언자, 그림자 악마
- 토탈워 삼국 - 사마예,지휘관 클론 장수
- 에이지 오브 엠파이어 2 결정판 - 역사적 전투 해설
- 에이지 오브 엠파이어 3 - 존 블랙
- 유희왕 듀얼 링크스 - 헬카이저
- 음양사 - 미나모토노 요리미츠
- 모바일 RPG 원더 5 마스터즈 - 르사이 외 다수
- 콜 오브 듀티 모던 워페어 - 자말 라하르(도살자)
- 콜 오브 듀티 블랙옵스 콜드워 - 프랭크 우즈

### 특촬물
- 가면라이더 드래건 극장판(애니박스) - 아사쿠라(가면라이더 오쟈)
- 가면라이더 아기토 극장판(애니박스) - 미즈키
- 파워레인저 갤럭시포스 - 돈 아르마게
- 가면라이더 세이버(대원방송)- 전인준, 음성

### 홍보멘트
- 창원 시민의 날 - 행사 MC

## 같이 보기
- 문화방송 성우극회